# Dichostatoides kuntzeni
Dichostatoides kuntzeni är en skalbaggsart som först beskrevs av Hintz 1912.  Dichostatoides kuntzeni ingår i släktet Dichostatoides och familjen långhorningar.
Artens utbredningsområde är:
- Gabon.
- Sierra Leone.

Inga underarter finns listade i Catalogue of Life.